# 투둠
투둠 또는 넷플릭스 투둠(Netflix Tudum) 또는 투둠 페스티벌(Tudum Festival) 또는 정식 명칭 투둠: 글로벌 팬 이벤트(Tudum: A Global Fan Event)는 매년 브라질 상파울루에서 개최되는 넷플릭스 오리지널 영화와 TV 시리즈를 다루는 글로벌 대중문화 행사이다. (코로나19 범유행으로 인해 온라인 형식으로 이루어진 2회, 4회는 제외). 2020년 1월에 처음으로 개최된 이 행사는 마이사 시우바(Maisa Silva)가 진행하며 넷플릭스의 가수, 배우, 여배우들이 모여 신작을 홍보하고 브라질 대중과 만나고 놀 수 있는 기회를 제공한다. 이벤트의 이름은 넷플릭스 미디어 프로그램 시작 부분에서 재생 버튼을 클릭할 때 들리는 소리를 나타내는 의성어에서 유래되었으며, 이는 일반적으로 넷플릭스의 음향 브랜딩이다.

## 투둠 (웹사이트)
2021년 12월 9일, 넷플릭스는 자사 오리지널 TV 프로그램 및 영화에 대한 뉴스, 독점 인터뷰, 비하인드 스토리 비디오를 제공하는 공식 동반 웹사이트인 연례 행사의 이름을 딴 웹사이트의 출시를 발표했다.

## 같이 보기
- D23
- DC 팬돔